# زمین تنیس (ترانه)
«زمین تنیس» (به انگلیسی: Tennis Court) ترانه‌ای ضبط شده از هنرمند اهل نیوزیلند لرد است. او این ترانه را به همراه جوئل لیتل نوشت و توسط لیتل تهیه‌شد. این ترانه در ۷ ژوئن ۲۰۱۳ توسط گروه موسیقی یونیورسال به‌عنوان دومین تک‌آهنگ از اولین آلبوم استودیویی لرد، قهرمان محض (۲۰۱۳) در استرالیا و نیوزیلند منتشر گردید. در همان روز، ناشر یک آلبوم چندآهنگه (ای‌پی) با همین نام که شامل سه ترانه دیگر است، در سراسر اروپا منتشر کرد.
این ترانه در چارت‌های ایالات متحده به رتبه ۷۱ و در نیوزیلند به رتبه یک رسید.